# Андрей Канчелскис
Андрей Антанасович Канчелскис е известен бивш руски футболист, полузащитник. Майстор на спорта на международно ниво. Единственият руснак, играл в Манчестър Юнайтед. Андрей е избран от феновете на 25-о място в класацията „Най-велик футболист на Юнайтед“.

## Кариера

### Ранни години
Започва юношеските си години в Звезда Кировоград. После играе по един сезон в Динамо Киев и Шахтьор Донецк, а също така си спечелва място в националния тим на СССР. Играе в контролна среща срещу Шотландия, където е забелязан от сър Алекс Фъргюсън.

### Манчестър Юнайтед
През 1991 е закупен от ФК Манчестър Юнайтед за 650 000 паунда. Дебютира на 11 май срещу Кристъл Палас. През 1992 става вицешампион на Англия. На следващия сезон печели шампионската титла с Юнайтед в първото издание на Премиършип. Заедно с Ерик Кантона, Райън Гигс и Марк Хюз, Канчелсис е един от най-добрите футболисти на „червените дяволи“. През сезон 1994/95 е в отбора на годината във висшата лига. Същият сезон вкарва хеттрик на Манчестър Сити. Това е първият хеттрик в историята на Юнайтед, откакво съществува новата висша лига. Въпреки че през този сезон той е често резерва, Андрей реализира цели 14 гола и попада в отбора на годината. Също така е избран за футболист на годината в клуба.
Канчелскис заявява, че иска да е титуляр и в крайна сметка напуска Олд Трафорд. На неговото място започва да бъде налаган Дейвид Бекъм.

### Евертън
През лятото на 1995 е закупен от Ливърпулския ФК Евертън за 5 млн. паунда, което е най-скъпият трансфер на „карамелите“ по това време. Още в първия си сезон руснакът се развихря и вкарва 16 гола, като 2 от тях са срещу градският съперник ФК Ливърпул. През април 1996 става играч на месеца, след като вкарва хеттрик на ФК Шефилд Уензди, а Евертън печели с 5:2. В началото на 1997 получава изгодно предложение от италианския Фиорентина и приема, тъй като Евертън изпада в тежка финансова криза.

### Фиорентина
Трансферната сума на Канчелскис е 8,3 млн. евро, което го прави най-скъпият руски футболист. През 1996/97 изиграва 9 мача. На 14 септември 1997 вкарва първия си гол в Италия – срещу Бари. Няколко дни по-късно в мачът срещу Интер е контузен от Тарибо Уест. След като се възстановява от травмата, играе на националния тим на Русия срещу Италия, но травмата му се усложнява. През почти целият сезон е преследван от контузии и изиграва само 26 мача, в които вкарва 2 гола.

### Глазгоу Рейнджърс
От 1998 до 2002 играе за Глазгоу Рейнджърс, като е закупен за 5,5 млн. паунда. В първия си сезон там, Андрей печели требъл с Рейнджърс – шампионата, Купата и Купата на Лигата. През следващия си сезон Канчелскис губи титулярното си място за сметка на Клаудио Рейна. През пролетния полусезон Андрей се завръща в стартовите 11, като вкарва и в дербито със Селтик. През 2000, след комфликт с Фернандо Риксен, Андрей е запратен в дублиращия тим. След като наказанието му изтича, той дори и не попада в групата за мачовете. В това време от Челси пристига норвежкият голаджия Торе Андре Фло, но и той не успява да помогне на Рейнджърс. Тимът изпада в криза, като записва слаби резултати. В края на януари 2001, Андрей се съгласява да премине под наем в Манчестър Сити. Там той изиграва 10 мача и вкарва 1 попадение. Сити изпада, а Канчелскис се завръща в Рейнджърс. През втория си период в Рейнджърс, Андрей не получава много шансове и записва 14 мача. След края на сезона става свободен агент.

### Саутхемтън
На 30 август 2002 преминава в Саутхемтън със свободен трансфер. Андрей изиграва само 1 мач за „Светците“. Той е срещу бившият му тим Евертън. Интересно е, че първият мач на халфа за Евертън е точно срещу Саутхемтън.

### Ал-Хилал
През 2003 става играч на Ал-Хилал. Канчелскис изиграва 3 мача в шампионата, 3 в Азиатската Шампионска лига. Печели Купата на Краля. След края на контракта си тренира с английския Брайтън, а също така кара проби в Динамо Москва.

### Сатурн
През 2004 ветеранът подписва договор със Сатурн Раменское от Премиер-Лигата на Русия. Там той е съотборник с Виктор Онопко. Двамата са играли заедно и в Динамо Киев и Шахтьор. Канчелскис избира да играе с номер 47. На 3 юли 2004 дебютира срещу Амкар Перм. На 10 август 2004 вкарва първия си гол за Сатурн. Той вкарва на ФК Камаз Челни, в 1/16 финал на Купата на Русия. На 18 октомври вкарва 2 гола на Алания. През 2005 новият треньор Владимир Шевчук започва да използва Андрей като десен защитник. Същият сезон Сатурн завършва на 11 място – далеч под очакванията. След слабият сезон Канчелскис и Онопко напускат Сатурн.

### Криля Советов
През декември 2005 Андрей подписва с Криля-Советов за 1 сезон. Оказва се, че Андрей е най-възрастният футболист през сезон 2006 на РФПЛ – почти на 37 години. Канчелскис отново играе като десен защитник. На 6 май 2006 вкарва на Том Томск, като това е гол номер 100 в кариерата му. След като капитанът Андрий Гусин се контузва, Андрей става капитан на Самарци. Обявен е за най-добър ветеран в шампионата. На 11 февруари 2007 обявява, че слага край на кариерата си.

## Национален отбор
През 1989 е повикан в младежкия отбор на СССР. През 1990 става европейски шампион за младежи, като на финалът отбелязва и гол. На 29 август 1989 Канчелскис дебютира за националния тим на съюза в мач срещу Полша. На 12 септември 1990 вкарва и първия си гол за мъжкия отбор – срещу Норвегия. Взет е в групата на отбора на ОНД за Евро 1992, като изиграва 3 мача на финалите на първенството. След разпадането на ОНД пред него има възможност да играе за Русия, Украйна или Литва. Канчелскис избира Русия. Дебютира за Русия на 14 април 1993 срещу Люксембург. На 28 април срещу Унгария отбелязва и гол. През 1994 е един от подписалите „Писмото на 14те“. Въпреки убежденията на треньора Павел Садирин, Андрей отказва да играе под негово ръководство. След като отборът е поет от Олег Романцев, Андрей отново играе за „сборная“ и участва на Евро 1996, където изиграва 2 мача. Играе в квалификациите за Мондиал 1998, но отпада на баражите от Италия. Последния си мач за Русия изиграва на 5 септември 1998 срещу Украйна.

## Като треньор
От 2007 до края на 2009 е генерален директор на Носта. От декември 2009 до края на 2010 е треньор на Торпедо-ЗИЛ. На 12 декември 2010 получава лиценз „Про“ и поема ФК Уфа. През май 2012 е уволнен. От юни 2012 е помощник-треньор във Волга.